# 2012年广州油罐车爆燃事故
2012年广州油罐车爆燃事故，是一起油罐車被追尾而連環爆炸的特大傷亡意外，地點位於中國廣州。该重大安全事故受到中央、省、市多级部门的高度重视，同时涉及民众生命财产安全，引发市民对城市生活安全的关注。

## 經過
在北京时间2012年6月29日凌晨4时34分，广深沿江高速公路广州至深圳方向南岗段高架桥上，号牌湘L 66215的货车行至高速公路南岗段夏港入口附近，当时号牌湘B 83393的油罐车临时停靠在道路最外侧车道和应急车道中间，结果货车从后方追尾撞上油罐车，导致油罐车侧翻，令车上装载的溶剂油泄漏。

### 连环爆
泄漏物顺着高速公路排水管道流至桥底排水沟，遇火引起爆炸，殃及货柜堆场及周边建筑，并引燃桥下的工棚和木材厂。爆炸的高热量，导致黄埔区丹水坑风景区旁的宏达路一木板厂发生大火。据黄埔区南岗村村民忆述，爆炸时屋宇都有震感，到户外可见到南岗村与萝岗区笔村交界，攀升巨大浓烟与火光。

### 意外後果
据计现场过火面积约2000平方米，公路旁的木材厂几乎被彻底被毁，近千平方米木材厂屋顶掀飞，导致坍塌。整个火场区内的摩托车、货车、小车辆数十辆全部焚毁。而高速路上一奉召到場的消防水泡车亦被焚毁。
事发时正值凌晨休息时间，木材厂内不少工人因来不及逃生而罹难。事后统计共有20人死亡、31人受伤，傷者包括一名消防員。在高架桥桥底事发位置一带，随处可见泄露溶剂油渗入土地，而近千米的高架桥底被大火熏黑，有桥墩水泥出现剥落，据官方消息，专家会对桥梁安全性进行检测。而环保部门事后也有在现场检测，表示未对周边空气环境和水环境造成污染。

## 官方调查
事故发生后广东省政府组成调查组，国务院安全生产委员会对事故挂牌督办。
2012年7月13日，广东省政府事故调查组于11日召开会议得出的事故原因向社会公布。结论为事故死伤严重的重要原因，是事发地点高架桥下长期存在非法搭建物和堆积物等。
2012年12月20日，广州黄埔法院裁定，广深沿江高速公路有限公司路政大队副大队长和行政大队一中队队长，犯有玩忽职守罪，处以2年监禁缓刑执行。
2013年6月9日，广东省纪委公布该事故的责任人处理情况，共计37人对事故发生负有责任，其中涉相关监管单位人员28人，分别给予不同处理。

## 社会反应
据事后的社情民意随机抽样调查，有四分之一受访市民认为身边存在安全风险，尤以化工设施为重，相当受访者认为化工厂、仓库、油库应搬离市区。